# هيلين أبرتون
هيلين ليزلي أبرتون (مواليد 31 أكتوبر 1979، بالكويت) هي متزلجة جماعية كندية.

## السيرة الذاتية
ولدت بمحافظة الأحمدي الكويتية؛ حيث كان والدها يعمل بصناعة النفط بالكويت. تخرجت من جامعة تكساس في أوستن. تحمل الجنسيتين الكندية والبريطانية.

## المسيرة
كانت هيلين أبرتون لاعبة وثب ثلاثي سابقة في جامعة تكساس في أوستن، ثم انتقلت إلى رياضة الزلاجة الجماعية. في كأس العالم لرياضة الزلاجة الجماعية (موسم 2005-2006، سيدات)، حققت أول فوز لكندا وفازت بأربع ميداليات منها واحدة ذهبية. بعد شهر واحد، احتلت المركز الرابع في الألعاب الأولمبية الشتوية 2006 (سيدات). فازت هيلين أبرتون بالميدالية الفضية في الألعاب الأولمبية الشتوية 2010.
في سبتمبر 2012، أعلنت اعتزالها، ثم أصبحت مديرة العلاقات المجتمعية والمدربة الرئيسية لبرنامج الزلاجة الجماعية في أكاديمية وين سبورت.
كانت معلقًا على منافسات الزلاجة الجماعية للرجال والنساء في الألعاب الأولمبية الشتوية 2014 والألعاب الأولمبية الشتوية 2018. في عام 2020، فازت بجائزة الشاشة الكندية لأفضل محلل رياضي عن تغطيتها لحدث بطولة العالم للزلاجة الجماعية.

## روابط خارجية
- هيلين أبرتون على موقع اللجنة الأولمبية الكندية
- هيلين أبرتون على موقع اللجنة الأولمبية الدولية
- هيلين أبرتون على موقع الاتحاد الدولي للزلاجة الجماعية
- هيلين أبرتون على موقع سبورتس رفرنس
- هيلين أبرتون